# Dorotheus Kracker von Schwartzenfeldt
Dorotheus Albert Karl Eduard Kracker von Schwartzenfeldt (* 8. September 1869 in Bogenau, Landkreis Breslau, heute Bogunów, Gmina Żórawina; † 23. Dezember 1935 in Breslau) war ein deutscher Diplomat.

## Leben
Dorotheus Kracker von Schwartzenfeldt wuchs auf dem Familien-Rittergut Bogenau auf. Er besuchte das Maria-Magdalenen-Gymnasium in Breslau und die Ritterakademie (Brandenburg an der Havel). Nach dem Abitur 1888 studierte er von 1888 bis 1891 Rechts- und Staatswissenschaften an den Universitäten Leipzig, Freiburg im Breisgau und Berlin, unterbrochen vom Dienst als Einjährig-Freiwilliger beim 2. Garde-Ulanen-Regiment in Berlin. In Leipzig war er ab dem Wintersemester 1888/89 Mitglied einer von ostelbischen Adligen geprägten Studentenverbindung, die sich Canitz-Gesellschaft nach ihrem Treffpunkt, dem Café Canitz, nannte. Seit dieser Zeit war er mit dem gleichaltrigen Harry Graf Kessler befreundet.
1892 bestand er das Referendarexamen; im folgenden Jahr 1893 wurde er zum Dr. iur. promoviert. 1893 trat er in den preußischen Justiz- und Verwaltungsdienst ein. 1900 bestand er das Assessorexamen. Nach der Einberufung 1901 in den Auswärtigen Dienst (konsularische Laufbahn) wurde er 1902 in die diplomatische Laufbahn übernommen. Zu seinen Stationen gehörten die Gesandtschaften in St. Petersburg, Bukarest, Madrid und Brüssel. Seit 1910 war er Ministerresident in Bogotá mit Titel und Rang eines außerordentlichen Gesandten und bevollmächtigten Ministers. Er übernahm 1911 die Geschäfte des Gesandten. Da Kolumbien im Ersten Weltkrieg neutral war, blieb Kracker von Schwartzenfeldt auf seinem Posten. Er galt in der diplomatischen Szene in Bogota als effizient, intelligent, umgänglich und großzügig 1917 unterstützte er nach einem Erdbeben in Cundinamarca aus Mitteln der Gesandtschaft die notleidende Bevölkerung.
Nach dem Ende des Krieges kehrte Kracker von Schwartzenfeld nach Berlin zurück. In der Weimarer Republik engagierte er sich in monarchistischen Vereinigungen. Er war Vorsitzender des Vereins Kaiserdank, publizierte in der Zeitschrift Der Aufrechte des Bundes der Aufrechten und leitete die Kaisertreue Jugend bis zu ihrer Auflösung 1934.
Dorotheus war zweimal verheiratet, zuerst mit Luise Cramer (1877–1953), geschieden 1907. Aus dieser Beziehung stammen die drei Kinder Elisabeth, Eleonore und Christoph Johann. In zweiter Ehe war er seit 1925 mit Kaethe Kasischke verbunden (1888–1945), diese Ehe blieb kinderlos.

## Auszeichnungen
- Roter Adlerorden, 4. Klasse[6]
- Königlicher Kronen-Orden (Preußen), 3. Klasse
- Landwehr-Dienstauszeichnung, 2. Klasse
- Johanniterorden, Ehrenritter
- Franz-Joseph-Orden, Großkreuz (1913)[7]

## Werke
- Stammtafel der Familie Kracker von Schwartzenfeldt. 1899, OCLC 251173711.
- Ein „ernstes Wort“ über den Kaiser, in: Berliner Zeitungs-Post vom 5. November 1926.
- Maltzans Weg, in: Deutsche Zeitung vom 16. Mai 1927, ZDB-ID 1201441-2.
- Ein Feldzug für die Wahrheit! Eine Vortragsreise mit Admiral Eschenburg, in: Der Aufrechte. Ein Kämpfer für christlich-deutsche Erneuerung vom 15. April 1928, ZDB-ID 539775-3.